# Kasan, Iran
Kasan (persiska: كسن) är en ort i Iran.   Den ligger i provinsen Golestan, i den norra delen av landet, 400 km nordost om huvudstaden Teheran. Kasan ligger 903 meter över havet och antalet invånare är 630.
Terrängen runt Kasan är kuperad. Runt Kasan är det ganska glesbefolkat, med 48 invånare per kvadratkilometer. Kasan är det största samhället i trakten. Trakten runt Kasan består till största delen av jordbruksmark.